# 무터 박물관
무터 박물관 (Mütter Museum /ˈmuːtər/)은 미국 펜실베이니아주 필라델피아 센터시티 지역에 위치한 박물관이다. 여기에는 해부학적 및 병리학적 표본, 밀랍 모형, 골동품 의료 장비 등이 소장되어 있다. 이 박물관은 필라델피아 의과대학의 일부이다. 닥터 토마스가 기증한 컬렉션의 원래 목적으로 개설되었다. 1858년 닥터 토마스 덴트 머터 (Dr. Thomas Dent Mutter)는 생물의학 연구와 교육을 위해 일했다.

## 컬렉션
뮈터 박물관은 의학 교육을 위해 사용된 표본과 의료 도구들의 수집으로 시작되었다. 박물관에는 20,000개 이상의 표본이 소장되어 있으며, 그 중 약 13%가 전시되어 있다. 여기에는 필라델피아 의과대학 내에 소장되어 있는 역사 의학 도서관의 대규모 문학 컬렉션은 포함되지 않는다.

## 골학적(골격) 검체
뮈터 박물관은 3,000개 이상의 골격 표본을 소장하고 있으며, 그 중에는 완전한 골격도 포함되어 있다. 그 중 가장 유명한 것은 피브로디스플라시아 오시피칸스 프로그레시바에 걸린 해리 레이먼드 이스트랙의 뼈다귀이다. 이스트랙은 그의 골격을 뮈터 소장품에 기증하여 이 질환에 대한 의학적인 이해를 도왔다.
다른 골학적 표본은 다음과 같다:
- 머터 아메리칸 자이언트는 북미에서 전시되고 있는 가장 키가 큰 인간 해골이며 높이는 7피트 6인치이다.
- 오스트리아의 해부학자 요제프 히르틀의 139개의 두개골을 모은 Hirtl 두개골 컬렉션이다. 이 컬렉션의 원래 목적은 유럽인들의 두개골 해부학의 다양성을 보여주는 것이었다.

## 습식 시료
뮈터 소장품은 19세기에서 21세기 사이에 수집된 1,500여 점의 습식 표본으로 구성되어 있다. 여기에는 거의 모든 신체 기관의 기형학적 표본, 낭종, 종양 및 기타 병리학이 포함된다.

## 왁스 모형
전시된 실제 인체 표본은 인체 내 다양한 병리학적 예를 보여주는 수많은 밀랍 모형이다. 파리의 트램몽과 런던의 조셉 타운이 제작한 이 모형들은 실제 인간의 유해 대신 훈련에 사용되었다.

## 기타 시료
박물관의 소유물들은 또한 다음을 포함한다:
- 그로버 클리블랜드 대통령의 경구개골에서 제거된 악성 종양
- 유명한 샴쌍둥이 장과 엥 벙커 (Chang and Eng Bunker)의 결합된 간과 석고상 몸통 죽음의 캐스팅
- 에이브러햄 링컨 대통령의 암살자 존 윌크스 부스에서 떼어낸 흉부 조직 조각
- 제임스 A 대통령의 암살자 찰스 J. 구이토의 뇌 일부
- 슈발리에 잭슨 이물 컬렉션

## 아인슈타인의 뇌
뮈터 박물관은 일반인들이 영구 전시된 알버트 아인슈타인의 뇌 슬라이드를 볼 수 있는 유일한 장소이다.

## 전시회
그 박물관의 많은 소장품들은 상설 전시를 구성한다. 박물관은 또한 주제 전시회를 주최한다:
척추에 한 바늘 꿰매면 아홉 바늘을 구한다 (A Stitch in Spine Saves Nine)
척추의학과 수술의 발전을 보여주는 전시회
부서진 시체, 고통받는 영혼들: 남북전쟁 필라델피아에서의 부상, 죽음, 치유 (Broken Bodies, Suffering Spirits: Injury, Death, and Healing in Civil War Philadelphia)
이 대형 전시물은 남북전쟁을 통한 의학의 역사와 구체적으로 그 갈등이 미국 북동부 의학 발전에 어떻게 기여했는지를 살펴본다. 의학 역사 도서관의 역사 문서를 통해 문맥화된 남북 전쟁 시대의 도구와 도구 모음집을 전시하고 있다. 다른 공예품으로는 병사들의 병력, 건강, 죽음을 기록한 USCT 머스터 롤이 있다. 이 전시회는 필라델피아에서의 남북전쟁 경험에 관한 9부작 다큐멘터리 미니시리즈와 함께 한다.
닥터 벤자민 러쉬 약용 식물원 (Dr. Benjamin Rush Medicinal Plant Garden)
러쉬 박사는 1787년 필라델피아 의과대학 설립을 도왔으며, 현재 뮈터 박물관의 본거지이다. 러쉬 박사는 대학 동료들이 약 상자 안에 있는 물건들을 보충할 수 있도록 약용 정원의 유지를 추진했다. 그 정원은 결국 1937년에 설립되었다. 50~60개의 약초와 식물을 전시하고, 딸기, 쑥, 나팔꽃 등 식물 표본의 원초적 약효와 용도에 대해 더 자세히 알 수 있는 오디오 투어가 곁들여진다.
특별전 (Special exhibitions)
박물관은 또한 다양한 변화무쌍한 특별 전시를 주최한다. 현재 전시 중이다:
- 변두리의 베살리우스 (Vesalius on the Verge): 유명한 해부학자의 500번째 생일을 축하하는 책과 몸
- 그림 형제의 희귀한 삽화를 포함한 그림 해부학
- 박물관의 미술 공간인 톰슨 갤러리에서 2년에 한 번 열리는 미술 전시회이다. 이러한 미술품 전시들은 의학이 과학이자 예술이라는 것을 제시하면서 뮈터 컬렉션의 주제를 보완하기 위해 기성 예술가들을 초대한다. 필라델피아 신경과학-미술가 그레그 던의 뉴런 그림과 에칭 컬렉션이 보여졌다.

## 그레첸 워든
그레첸 워든은 뮈터 박물관과 관련된 가장 잘 알려진 사람으로 남아있다. 그녀는 1975년에 박물관 직원들에 큐레이터 보조로 합류했고, 1982년에 박물관의 큐레이터가 되었고, 1988년에 관장이 되었다.
워든은 데이비드 레터맨과 함께 레이트 쇼에 자주 출연했는데, "그녀가 인간 머리 공과 흉측해 보이는 빅토리아식 수술 도구로 그를 겁주었을 때, 단지 그녀의 익살스러운 웃음으로 그를 무장해제시켰다"고 했으며, 수많은 PBS, BBC, 케이블 텔레비전 다큐멘터리 (에롤 모리스의 첫 퍼스 에피소드 포함)에 출연했다.또한 NPR의 "Terry Gross와 함께 신선한 공기"를 박물관을 대표하여 전시한다. 그녀는 또한 유명한 뮈터 박물관 달력과 책인 뮈터 박물관을 포함한 수많은 뮈터 박물관 프로젝트를 만드는 데 중요한 역할을 했다. 필라델피아 의과대학에서 워든의 재임 기간 동안 박물관의 방문객 수는 매년 수백 명에서 그녀가 사망할 당시 연간 60,000명 이상의 관광객으로 증가했다.
그녀가 죽은 후, 뮈터 박물관은 그녀를 추모하는 갤러리를 열었다. 2005년 9월 30일 갤러리의 개장에 관한 기사에서, 뉴욕 타임스는 "그레첸 워든 룸"을 다음과 같이 묘사했다.
보존된 인간의 신장과 간, 그리고 3차 매독에 의해 너무 많이 먹혀서 마치 두드려진 바위처럼 보이는 사람의 두개골이 있다. 옻칠을 한 나무처럼 반짝이는 잘린 손, 잎사귀처럼 핏줄이 보이는 마른 손, 축구공보다 더 큰 난소, 구루병에 휘감겨 보기만 해도 아픈 척추와 다리 뼈, 7.5피트 높이의 거인 옆에 서 있는 난쟁이의 해골 등이 있다. 그리고 "짐과 조"는 머리가 두 개인 아기의 녹색으로 변한 시신으로 포름알데히드가 든 욕조에서 잠을 자고 있다.

비록 워든은 유머와 충격요소를 이용해 박물관에 관심을 모으는 것으로 유명했지만, 그럼에도 불구하고 그녀는 박물관의 유물들을 존중했다. 뮈터 박물관의 서문: 필라델피아 의과대학에 대해 그녀는 "이 몸들은 추할 수 있지만, 이러한 고통을 견뎌야 하는 사람들의 영혼에는 무서운 아름다움이 있다"고 썼다.

## 팟캐스트
2020년 9월, 뮈터 박물관은 "My Favorite Malady"라는 제목의 의학 역사 팟캐스트를 시작했다.

## 다른 연관 프로젝트
블래스트 북스는 뮈터 박물관과 관련된 두 권의 대형 사진집을 출판했다.
첫 번째 책인 2002년 머터 박물관: 필라델피아 의과대학에는 현대 미술 사진작가들이 촬영한 박물관의 전시물 이미지가 담겨 있다. 이 책에는 19세기 초 파리의 미망인이 이마에 뿔이 152mm나 튀어나온 사진, 세계적으로 유명한 샴쌍둥이인 창과 엥의 연결된 간, 켄터키에서 온 7피트 6인치 거인의 뼈, 그리고 139개의 해골 컬렉션 등이 포함되어 있다. "N"은 유럽 중부와 동유럽을 포함한다. 윌리엄 웨그먼, 조엘 피터 위트킨, 셸비 리 아담스는 이 책에 등장하는 작품을 가지고 있다.
두 번째 책인 2007년 뮈터 박물관의 역사적인 의학 사진들은 박물관의 "대부분 대중이 본 적이 없는 희귀한 역사적 사진들"에 초점을 맞추고 있다. 남북전쟁 사진부터 부상과 회복을 보여주는 사진, 19세기에 아직 정복되지 않은 질병의 파괴, 병리학적 이상, 심리적 장애까지 다양한 사진들이 전시된다.
뮈터는 뮈터 박물관의 설립자 토마스 덴트 뮈터의 생애를 바탕으로 한 각본으로, 2003년 필라델피아 영화제에서 세트 인 필라델피아 각본상과 2004년 햄튼 국제 영화제에서 슬론 재단 펠로십을 수상했다. 시인이자 필라델피아 출신의 크리스틴 오키프 압토비치가 쓴 이 각본은 제작되지 않은 채로 남아 있지만, 장편 대본을 바탕으로 한 단편은 필라델피아 영화제 수상작의 일부로 만들어졌다.
2010년, 아토비치는 2010-2011년 펜실베이니아 대학교 예술 에지 레지던스 작가로 임명되었고, 그녀는 "토머스 덴트 머터의 삶과 시대에 관한 논픽션 책"을 작업하는 데 레지던스를 사용할 것이라고 언급했다. 이 박물관은 아토비치가 책을 위해 연구를 수행할 수 있도록 거주 기간 동안 그들의 박물관, 도서관, 기록 보관소에 대한 완전한 접근 권한을 부여했다. 우드 인스티튜트는 이 프로젝트에 대한 그녀의 연구에 더 많은 자금을 지원하고 지원하기 위해 우드 인스티튜트 여행 보조금을 추가로 수여했다.2013년 4월, 압토비치의 뮈터 전기는 2014년 가을에 펭귄의 고담 서적부에 의해 출판될 것이라고 발표되었다. 2014년 9월 4일, 뮈터 박사의 마블스: 현대의학의 새벽의 진실 이야기(True Tale of Intrigue and Innovation at the Dawn of Modern Medicine)가 출판사 주간, 도서관 저널, 학교 도서관 저널, 커커스 리뷰에서 주연으로 출연했으며, 월스트리트 저널, 양파 AV 클럽, NPR에서도 장문의 호평을 받았다. 이 책은 뉴욕 타임즈 건강 베스트셀러 목록에서 7위로 데뷔할 것이다.
2016년, 하버드 대학교 출판부는 뼈의 방: 과학 인종차별에서 박물관의 인간 선사시대까지를 출판했다. 작가 새뮤얼 J. 레드먼은 프랜시스 C.를 통해 두 개의 거주지를 완성했다. 2010년과 2015년에 의학사를 위한 목재 연구소 프로그램. 이 책의 한 장은 뮈터 박물관의 수집 역사를 고찰한다.